# Biatlon la Jocurile Olimpice de iarnă din 2022
Probele sportive de biatlon la Jocurile Olimpice de iarnă din 2022 s-au desfășurat în perioada 5-18 februarie 2022 la Hualindong Ski Resort. Numărul de probe masculin a fost egal cu cel feminin (5-5) la care s-a adăugat o probă de ștafetă mixtă.

## Programul probelor
Toate orele sunt ora Chinei (UTC+8).
| Data         | Ora   | Probă                         |
| ------------ | ----- | ----------------------------- |
| 5 februarie  | 17:00 | Ștafetă mixt 4x6 km           |
| 7 februarie  | 17:00 | 15 km individual feminin      |
| 8 februarie  | 16:30 | 20 km individual masculin     |
| 11 februarie | 17:00 | 7,5 km sprint feminin         |
| 12 februarie | 17:00 | 10 km sprint masculin         |
| 13 februarie | 17:00 | 10 km urmărire feminin        |
| 13 februarie | 18:45 | 12,5 km urmărire masculin     |
| 15 februarie | 17:00 | 4x7,5 km ștafetă masculin     |
| 16 februarie | 15:45 | 4x6 km ștafetă feminin        |
| 18 februarie | 15:00 | 12,5 km start în bloc feminin |
| 18 februarie | 17:00 | 15 km start în bloc masculin  |

## Sumar medalii

### Clasament pe țări
| Loc | Țară     | Aur | Argint | Bronz | Total |
| --- | -------- | --- | ------ | ----- | ----- |
| 1   | Norvegia | 6   | 2      | 6     | 14    |
| 2   | Franța   | 3   | 4      | 0     | 7     |
| 3   | Suedia   | 1   | 3      | 0     | 4     |
| 4   | Germania | 1   | 0      | 1     | 2     |
| 5   | COR      | 0   | 1      | 3     | 4     |
| 6   | Belarus  | 0   | 1      | 0     | 1     |
| 7   | Italia   | 0   | 0      | 1     | 1     |
|     | Total    | 11  | 11     | 11    | 33    |

### Masculin
| Probă sportivă              | Aur                                                                                            | Aur       | Argint                                                                                | Argint    | Bronz                                                                      | Bronz     |
| Individual 20 km detalii    | Quentin Fillon Maillet · Franța                                                                | 48:47,4   | Anton Smolski · Belarus                                                               | 49:02,2   | Johannes Thingnes Boe · Norvegia                                           | 49:18,5   |
| Sprint 10 km detalii        | Johannes Thingnes Boe · Norvegia                                                               | 24:00,3   | Quentin Fillon Maillet · Franța                                                       | 24:25,9   | Tarjei Bø · Norvegia}                                                      | 24:39,3   |
| Urmărire 12,5 km detalii    | Quentin Fillon Maillet · Franța                                                                | 39:07,5   | Tarjei Bø · Norvegia                                                                  | 39:36,1   | Eduard Latypov COR                                                         | 39:42,8   |
| Start în bloc 15 km detalii | Johannes Thingnes Boe · Norvegia                                                               | 38:14,4   | Martin Ponsiluoma · Suedia                                                            | 38:54,7   | Vetle Sjåstad Christiansen · Norvegia                                      | 39:26,9   |
| Ștafetă 4x7,5 km detalii    | Norvegia · Sturla Holm Lægreid · Tarjei Bø · Johannes Thingnes Bø · Vetle Sjåstad Christiansen | 1:19:50,2 | Franța · Fabien Claude · Émilien Jacquelin · Simon Desthieux · Quentin Fillon Maillet | 1:20:17,6 | COR Said Karimulla Khalili Alexander Loginov Maxim Tsvetkov Eduard Latypov | 1:20:35,5 |

### Feminin
| Probă sportivă                | Aur                                                                | Aur       | Argint                                                                       | Argint    | Bronz                                                                       | Bronz     |
| Individual 15 km detalii      | Denise Herrmann · Germania                                         | 44:12,7   | Anaïs Chevalier-Bouchet · Franța                                             | 44:22,1   | Marte Olsbu Røiseland · Norvegia                                            | 44:28,0   |
| Sprint 7,5 km detalii         | Marte Olsbu Røiseland · Norvegia                                   | 20:44,3   | Elvira Öberg · Suedia                                                        | 21:15,2   | Dorothea Wierer · Italia                                                    | 21:21,5   |
| Urmărire 10 km detalii        | Marte Olsbu Røiseland · Norvegia                                   | 34:46,9   | Elvira Öberg · Suedia                                                        | 36:23,4   | Tiril Eckhoff · Norvegia                                                    | 36:35,6   |
| Start în bloc 12,5 km detalii | Justine Braisaz-Bouchet · Franța                                   | 40:18,0   | Tiril Eckhoff · Norvegia                                                     | 40:33,3   | Marte Olsbu Røiseland · Norvegia                                            | 40:52,9   |
| Ștafetă 4x6 km detalii        | Suedia · Linn Persson · Mona Brorsson · Hanna Öberg · Elvira Öberg | 1:11:03,9 | COR Irina Kazakevich Kristina Reztsova Svetlana Mironova Uliana Nigmatullina | 1:11:15,9 | Germania · Vanessa Voigt · Vanessa Hinz · Franziska Preuß · Denise Herrmann | 1:11:41,3 |

### Mixt
| Probă sportivă  | Aur                                                                                 | Aur       | Argint                                                                                      | Argint    | Bronz                                                                      | Bronz     |
| Ștafetă detalii | Norvegia · Marte Olsbu Røiseland · Tiril Eckhoff · Tarjei Bø · Johannes Thingnes Bø | 1:06:45,6 | Franța · Anaïs Chevalier-Bouchet · Julia Simon · Émilien Jacquelin · Quentin Fillon Maillet | 1:06:46,5 | COR Uliana Nigmatullina Kristina Reztsova Alexander Loginov Eduard Latîpov | 1:06:47,1 |